# Papinski dokumenti protiv slobodnog zidarstva
Od 18. stoljeća Katolička Crkva sustavno je osuđivala slobodno zidarstvo i tajna društva putem službenih papinskih akata.
Prva značajna osuda došla je kao odgovor na širenje slobodnog zidarstva, koja je ubrzo nakon svog formalnog ustrojstva 1717. godine naišla na oštru kritiku Crkve. Papinski dokumenti, uključujući bule, apostolska pisma, sažetke i enciklike, isticali su neprihvatljivost načela slobodnih zidara zbog njihovog tajnovitog djelovanja, prisega i ideoloških stavova koji su se smatrali suprotnima katoličkoj vjeri i crkvenom autoritetu.

## Popis dokumenta
Katolička enciklopedija navodi da se ovaj dokument odnosi na slobodno zidarstvo iako se u njemu izričito ne spominje.
      Dokument je objavio Dikasterij za nauk vjere uz papinsko odobrenje. Do 2022. godine ovo tijelo je nosilo naziv Kongregacija za nauk vjere.
| Naziv | Vrsta       | Papa           | Datum               | Predmet                                                                             | Izv.   |
| --- | ----------- | -------------- | ------------------- | ----------------------------------------------------------------------------------- | ------ |
| In eminenti Apostolatus Specula                                                                                       | bula        | Klement XII.   | 28. travnja 1738.   | Osuda slobodnog zidarstva.                                                          | [ 5 ]  |
| Providas Romanorum | bula        | Benedikt XIV.  | 18. ožujka 1751.    | Protivljenje slobodnom zidarstvu.                                                   | [ 6 ]  |
| Ecclesiam a Jesu Christo                                                                                              | bula        | Pio VII.       | 13. rujna 1821.     | Ekskomunikacija slobodnih zidara.                                                   | [ 7 ]  |
| Quo graviora | bula        | Lav XII.       | 13. ožujka 1825.    | Zabrana članstva u masonskim ložama.                                                | [ 8 ]  |
| Traditi humilitati nostrae                                                                                            | enciklika   | Pio VIII.      | 21. svibnja 1829.   | Program njegova pontifikata i protiv izdajničkih društava.                          | [ 9 ]  |
| Litteris altero abhinc                                                                                                | sažetak     | Pio VIII.      | 25. ožujka 1830.    | O obvezi katoličkog odgoja potomstva u sakramentu ženidbe.                          |        |
| Mirari vos | enciklika   | Grgur XVI.     | 15. kolovoza 1832.  | O liberalizmu i vjerskom indiferentizmu.                                            | [ 10 ] |
| Qui pluribus | enciklika   | Pio IX.        | 9. studenoga 1846.  | Inauguralna enciklika koja iznosi program pontifikata.                              | [ 11 ] |
| Quibus quantisque malis                                                                                               | pismo       | Pio IX.        | 20. travnja 1849.   | O zbivanjima u Italiji i spletkama tajnih društava.                                 | [ 12 ] |
| Quanta cura | enciklika   | Pio IX.        | 8. prosinca 1864.   | Protivljenje slobodi vjeroispovjesti.                                               | [ 13 ] |
| Multiplices inter | pismo       | Pio IX.        | 25. rujna 1865.     | Protivljenje slobodnom zidarstvu i tajnim društvima.                                | [ 14 ] |
| Apostolicae Sedis moderationi                                                                                         | bula        | Pio IX.        | 12. listopada 1869. | Reorganizacija kanonskog prava.                                                     | [ 15 ] |
| Etsi multa luctuosa                                                                                                   | enciklika   | Pio IX.        | 21. studenoga 1873. | Crkva u Italiji, Njemačkoj i Švicarskoj. Osuda slobodnog zidarstva.                 | [ 16 ] |
| Etsi nos | enciklika   | Lav XIII.      | 15. veljače 1882.   | O stanju u Italiji i protivljenje slobodnom zidarstvu.                              | [ 17 ] |
| Humanum genus | enciklika   | Lav XIII.      | 20. travnja 1884.   | Osuda slobodnog zidarstva.                                                          | [ 18 ] |
| Officio sanctissimo                                                                                                   | enciklika   | Lav XIII.      | 22. prosinca 1887.  | Stanje Crkve u Bavarskoj. Također, osuda slobodnog zidarstva.                       | [ 19 ] |
| Ab apostolici Solii celsitudine                                                                                       | enciklika   | Lav XIII.      | 15. listopada 1890. | Slobodno zidarstvo u Italiji.                                                       | [ 20 ] |
| Custodi di quella Fede                                                                                                | enciklika   | Lav XIII.      | 8. prosinca 1892.   | O slobodnom zidarstvu.                                                              | [ 21 ] |
| Inimica vis | enciklika   | Lav XIII.      | 8. prosinca 1892.   | O slobodnom zidarstvu.                                                              | [ 22 ] |
| Praeclara gratulationis publicae                                                                                      | pismo       | Lav XIII.      | 20. lipnja 1894.    | Jedinstvo u vjeri. Također, osuda slobodnog zidarstva.                              | [ 23 ] |
| Annum ingressi | pismo       | Lav XIII.      | 19. ožujka 1902.    | 25. obljetnica pontifikata (duhovna oporuka). Poticanje otpora slobodnom zidarstvu. |        |
| Declaratio de canonica disciplina quae sub poena excommunicationis vetat ne catholici nomen dent sectae massonicae... | deklaracija | Ivan Pavao II. | 17. veljače 1981.   | Sud o slobodnom zidarstvu.                                                          | [ 24 ] |
| Declaratio de associationibus massonicis                                                                              | deklaracija | Ivan Pavao II. | 26. studenoga 1983. | Sud o slobodnom zidarstvu.                                                          | [ 25 ] |
| Odgovor na upit monsinjora Cortesa                                                                                    | pismo       | Franjo         | 13. studenoga 2023. | Postupanje prema slobodnim zidarima.                                                | [ 26 ] |